# Dillingen an der Donau
Dillingen an der Donau, conhecida por vezes em português como Dilinga, é um município da Alemanha, localizado no distrito de Dillingen, no estado de Baviera.